# Alright (chanson de Jamiroquai)
Pour les articles homonymes, voir Alright.
Alright est une chanson du groupe de musique britannique Jamiroquai. Sortie en single en 1997, elle a ensuite été incluse dans l'album Travelling Without Moving dont elle est la cinquième piste.
Elle a été écrite et composée par Jason Kay et Toby Smith. Elle apparaît aussi sur leur album collector Greatest Hits. Il est le seul single du groupe à s'être classé dans le Billboard Hot 100 aux États-Unis, à la 78e place.

## Track list
- UK CD1 (664235 2)

1. "Alright (Radio Edit)" – 3:39
2. "Alright (Vocal Version)" – 6:04
3. "Alright (Dub-Vocal)" – 5:34
4. "Alright (DJ Version Excursion)" – 6:47

- UK CD2 (664235 5)

1. "Alright (Full Length Version)" – 4:23
2. "Alright (Tee's In House Mix)" – 7:20
3. "Alright (Tee's Digital Club)" – 7:15
4. "Alright (Tee's Radio Jay)" – 3:27